# トーマス・キャバリエ＝スミス
トーマス・キャヴァリエ＝スミス (Thomas Cavalier-Smith, 1942年10月21日 - 2021年3月19日) は、イギリスの進化生物学者。オックスフォード大学教授。ロンドン出身。

## 業績
原生生物や原核生物の進化と分類に関する大部の論文を多数著している。現時点での重要な功績は、6番目の界であるクロミスタ界の提案である。しかし、クロミスタ界そのものは比較的受け入れられているものの、自然分類群として本当に存在しているかどうかは現在でも議論が続いているところである。またクロミスタとアルベオラータが単系統群を成すとして、クロムアルベオラータという分類群を提案している。その他、オピストコンタ、リザリア、エクスカバータなどの高次分類群を提案・命名したのも彼である。また細胞小器官の起源や、ゲノムサイズの進化、細胞内共生などに関する論文を多く著している。
彼は、最近まであまり手をつけられていなかった分野において、広範な分類群に渡る知識でそれまで考えられなかったような革新的な説を次々に打ち出し、非常に有名ではある。一方で、前説を翻すことも度々ある。また、その主張には議論の余地があり、広く受け入れられるには至っていないものが多い。

## 略歴
- 1967年 Ph.D. in Biophysics （ロンドン大学）
- 1967年 ロックフェラー大学細胞生物学科 客員研究員
- 1969年-1989年 キングス・カレッジ・ロンドン生物物理学科 講師
- 1982年 B.A. in Mathematics （オープン大学）
- 1989年-2000年 ブリティッシュコロンビア大学植物学科 教授
- 1998年　王立協会フェロー選出
- 2000年- オックスフォード大学動物学科 教授

## 受賞歴
- 2004年 - 国際生物学賞
- 2007年 - リンネ・メダル